# Tênis na Universíada de Verão de 2009
O tênis na Universíada de Verão de 2009 foi disputado no SRC Milan Gale Muškatirović e no SC Olimp (que também foram locais de treinamento junto ao Faculty of Sports and Physical Education) em Belgrado, Sérvia entre 3 e 11 de julho de 2009. Os eventos por equipe foram disputados pela primeira vez.

## Calendário
| Tênis     | Jun | Julho | Julho | Julho | Julho | Julho | Julho | Julho | Julho | Julho | Julho | Julho | Julho |
| Tênis     | 30  | 1     | 2     | 3     | 4     | 5     | 6     | 7     | 8     | 9     | 10    | 11    | 12    |
| --------- | --- | ----- | ----- | ----- | ----- | ----- | ----- | ----- | ----- | ----- | ----- | ----- | ----- |
| Masculino |     |       |       |       |       |       |       |       |       |       | 1     | 2     |       |
| Feminino  |     |       |       |       |       |       |       |       |       |       | 1     | 2     |       |
| Misto     |     |       |       |       |       |       |       |       |       |       |       | 1     |       |

|  | Dia de competição |  | Dia de final |

## Medalhistas

### Masculino
| Evento  | Ouro                                                                            | Prata                                     | Bronze                                      |
| ------- | ------------------------------------------------------------------------------- | ----------------------------------------- | ------------------------------------------- |
| Simples | SRB Aleksander Slovic                                                           | UKR Ivan Sergeyev                         | RUS Evgeny Donskoy                          |
| Simples | SRB Aleksander Slovic                                                           | UKR Ivan Sergeyev                         | UKR Artem Smirnov                           |
| Dupla   | TPE Taipé Chinês Yi Chu-Huan Lee Hsin-Han                                       | GBR Grã-Bretanha Max Jones Dominic Inglot | ESP Espanha David Estruch Ignasi Villacampa |
| Dupla   | TPE Taipé Chinês Yi Chu-Huan Lee Hsin-Han                                       | GBR Grã-Bretanha Max Jones Dominic Inglot | SRB Sérvia Aleksandar Grubin Boris Conkic   |
| Equipe  | SRB Sérvia Aleksander Slovic Saša Stojisavljević Aleksandar Grubin Boris Conkic | UKR Ucrânia Ivan Sergeyev Artem Smirnov   | TPE Taipé Chinês Lee Hsin-Han Yi Chu-Huan   |

### Feminino
| Evento  | Ouro                                                           | Prata                                    | Bronze                                              |
| ------- | -------------------------------------------------------------- | ---------------------------------------- | --------------------------------------------------- |
| Simples | RUS Ksenia Lykina                                              | POL Klaudia Jans                         | SVK Katarina Kachlikova                             |
| Simples | RUS Ksenia Lykina                                              | POL Klaudia Jans                         | CZE Nikola Frankova                                 |
| Dupla   | RUS Rússia Vitaliya Dyachenko Ekaterina Makarova               | POL Polônia Alicja Rosolska Klaudia Jans | JPN Japão Shuko Aoyama Miki Miyamura                |
| Dupla   | RUS Rússia Vitaliya Dyachenko Ekaterina Makarova               | POL Polônia Alicja Rosolska Klaudia Jans | SVK Eslováquia Katarina Kachlikova Martina Babakova |
| Equipe  | RUS Rússia Vitalia Diatchenko Ekaterina Makarova Ksenia Lykina | POL Polônia Klaudia Jans Alicja Rosolska | SVK Eslováquia Martina Babakova Katarina Kachlikova |

### Misto
| Evento | Ouro                                          | Prata                                  | Bronze                                      |
| ------ | --------------------------------------------- | -------------------------------------- | ------------------------------------------- |
| Dupla  | TPE Taipé Chinês Chuang Chia-Jung Yi Chu-Huan | KOR Coreia do Sul Kim Hyun Kim So Yung | MEX México Luis Díaz Barraga Melissa Torres |
| Dupla  | TPE Taipé Chinês Chuang Chia-Jung Yi Chu-Huan | KOR Coreia do Sul Kim Hyun Kim So Yung | GBR Grã-Bretanha Dominic Inglot Sam Murray  |

## Quadro de medalhas
| Ordem | País              | Medalha de ouro | Medalha de prata | Medalha de bronze |    |
| ----- | ----------------- | --------------- | ---------------- | ----------------- | -- |
| 1     | RUS Rússia        | 3               |                  | 1                 | 4  |
| 2     | SRB Sérvia        | 2               |                  | 1                 | 3  |
|       | TPE Taipé Chinês  | 2               |                  | 1                 | 3  |
| 4     | POL Polônia       |                 | 3                |                   | 3  |
| 5     | UKR Ucrânia       |                 | 2                | 1                 | 3  |
| 6     | GBR Grã-Bretanha  |                 | 1                | 1                 | 2  |
| 7     | KOR Coreia do Sul |                 | 1                |                   | 1  |
| 8     | SVK Eslováquia    |                 |                  | 3                 | 3  |
| 9     | ESP Espanha       |                 |                  | 1                 | 1  |
|       | JPN Japão         |                 |                  | 1                 | 1  |
|       | MEX México        |                 |                  | 1                 | 1  |
|       | CZE Chéquia       |                 |                  | 1                 | 1  |
| TOTAL | TOTAL             | 7               | 7                | 12                | 26 |